# Felicity Lott
Felicity Lott, DBE (8 de Maio de 1947) é uma soprano britânica, conhecida mundialmente.
Lott  começou a estudar piano aos cinco anos de idade e aos doze ela começou a receber lições de canto. Ela fez sua estréia profissional em 1975 como Pamina na ópera Die Zauberflöte (Mozart) na Ópera Nacional Inglesa. Em 1976 ela apareceu na estréia mundial de We Come to the River de (Henze) no Royal Opera House, Covent Garden e começou suas relações com o Festival Glyndebourne.
Ela também teve uma reputação internacional como uma cantora de concerto, colaborando com muitas obras de grandes compositores. Ela, pessoalmente, amava "mélodies" franceses, "lieder" alemães e músicas do repertório britânico. Ela também apresentou muitos recitais, alguns deles ao lado de Ann Murray, Angelika Kirchschlager e Thomas Allen, barítono.
Felicity Lott recebeu muitas condecorações honorárias e foi eleita para a Legião de Honra Francesa em 1996. having previously been apponted an Honorary Fellow of the college.
Casou com o actor Gabriel Woolf.